# Abendhandschuh

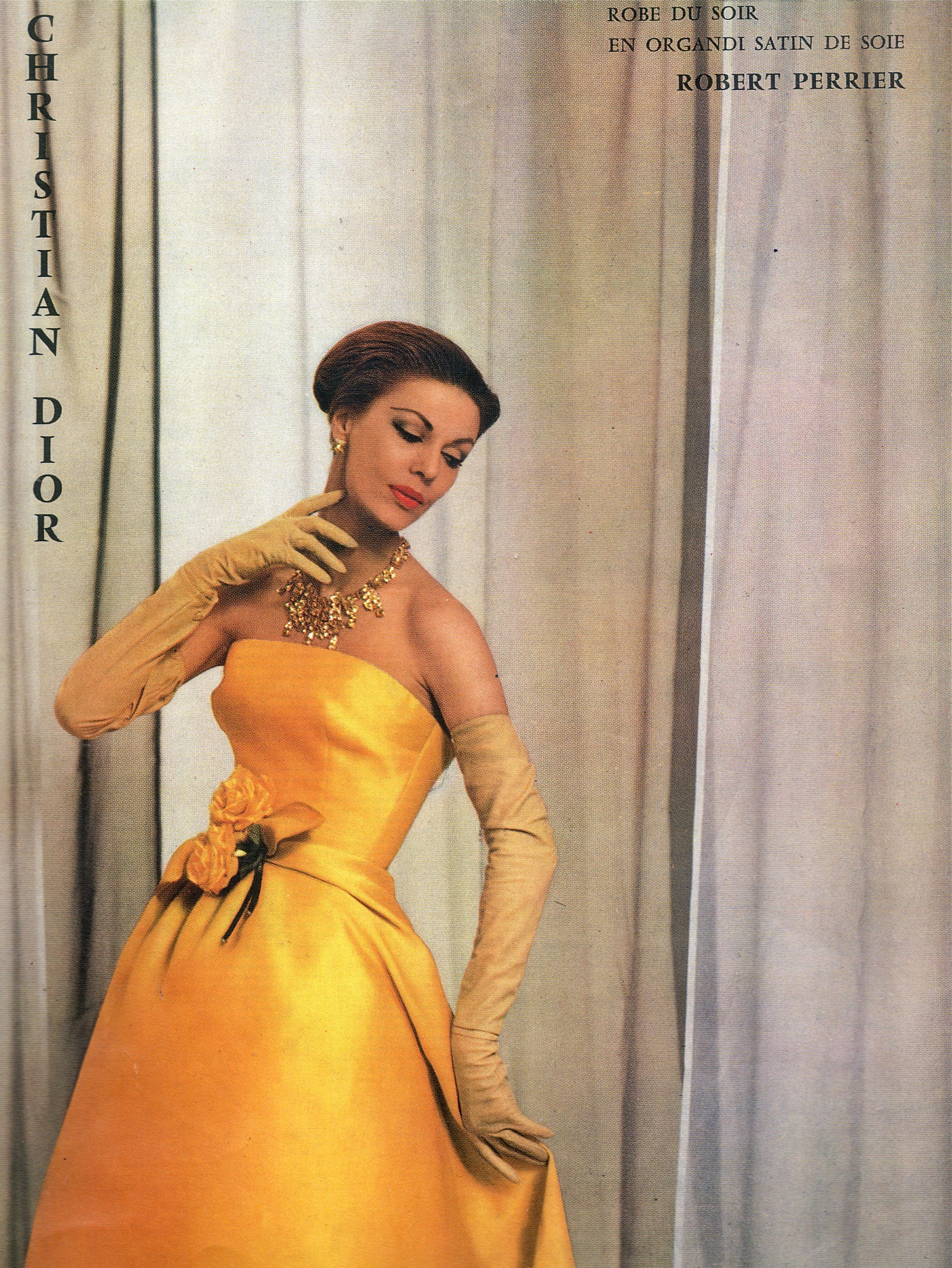
Abendkleid von Christian Dior mit passenden Handschuhen

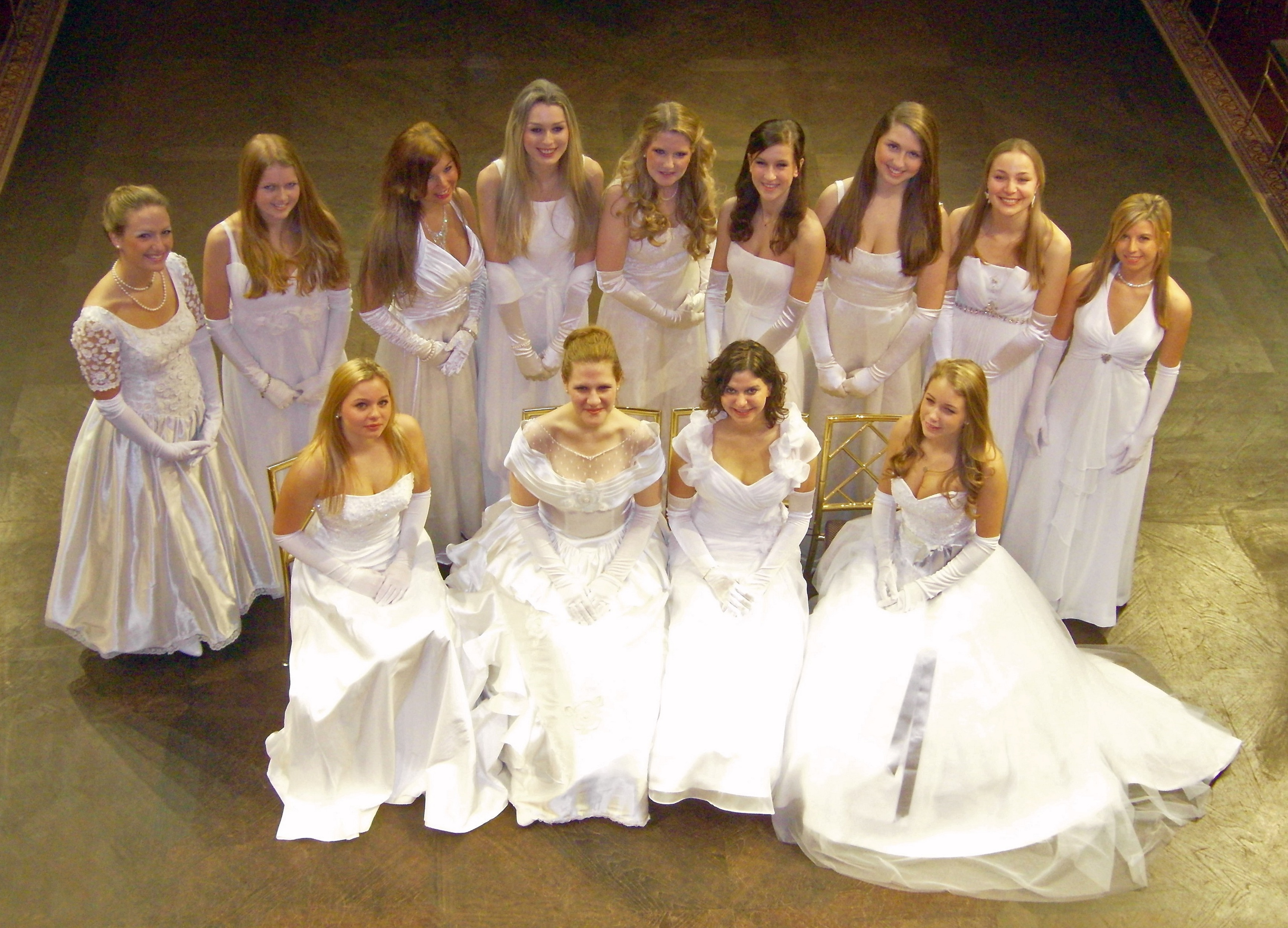
Debütantinnen mit weißem Abendhandschuh beim Chrysanthemenball (2012)

Als Abendhandschuhe (oder auch Opernhandschuhe) werden gemeinhin lange, zum Teil bis zum Oberarm und höher reichende Damenhandschuhe bezeichnet, die zu Abendkleidern, Brautkleidern, Ballkleidern und Gesellschaftskleidern getragen werden. Gebräuchlichste Materialien für Abendhandschuhe sind Leder, Satin oder Samt.

## Geschichte

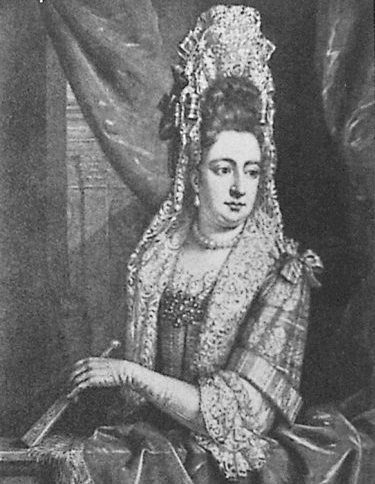
Königin Maria II., die einen ellbogenlangen Handschuh trägt (1688)

Während die Etymologie des Begriffs Opernhandschuh unbekannt ist, wurden in westlichen Ländern seit dem 17. Jahrhundert Handschuhe bis oder knapp unter den Ellbogen von Frauen getragen; in einem erhaltenen Stich von Englands Queen Mary aus dem Jahr 1688 wird sie mit ellbogenlangen Handschuhen gezeigt. Im 18. Jahrhundert nur noch selten, tauchten Damenhandschuhe erst wieder im Directoire und Empire auf. Sie waren umso länger, je kurzärmeliger die Ballkleider wurden. Im Biedermeier trug die Dame zu kurzärmeligen Ballkleidern weiße Handschuhe, die unterhalb des Ellenbogens in einer „Schniepe“ genannten Spitze endeten. Durch das ganze 19. Jahrhundert bis lange in die zweite Hälfte des 20. Jahrhunderts blieben Damenhandschuhe unterschiedlicher Länge modische Accessoires der Ball- und Abendgarderobe (lange Handschuhe waren z. B. ein wichtiges Stilmittel in Christian Diors New Look) und wurden auch bei anderen gesellschaftlichen Anlässen getragen. Auch heute noch werden Abendhandschuhe zu besonders festlichen Anlässen (z. B. dem Wiener Opernball, bei dem Opernhandschuhe für weibliche Debütantinnen immer noch Pflicht sind) oder aber von Frauen, die ihrer Kleidung eine elegante Note verleihen wollen, getragen.

## Trivia
Die wahrscheinlich bekanntesten Filmszenen, in denen Abendhandschuhe getragen wurden, sind die von Rita Hayworth in Gilda (1946), von Marilyn Monroe (1953) in Blondinen bevorzugt und von Audrey Hepburn in Frühstück bei Tiffany (1961).